# 4827 Dares
A 4827 Dares (ideiglenes jelöléssel 1988 QE) egy kisbolygó a Naprendszerben. Carolyn Shoemaker fedezte fel 1988. augusztus 17-én.